# Smink

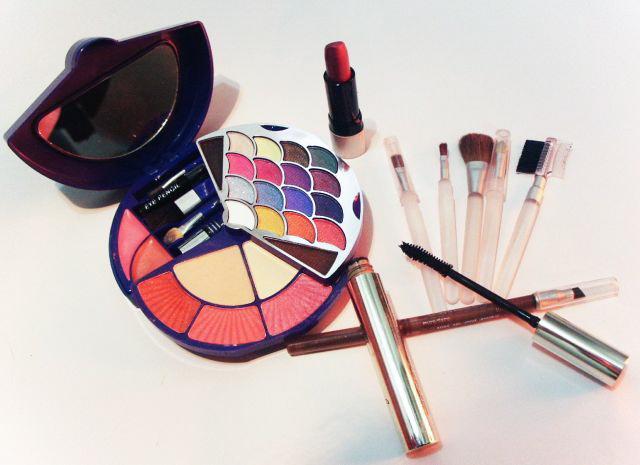
Olika typer av sminkprodukter.

Smink, makeup, eller samlingsordet kosmetika, är produkter som appliceras på olika delar av ansiktet och i vissa sammanhang övriga kroppen, i syfte att förändra och/eller förbättra utseendet hos bäraren. De används i samband med uppträdanden (till exempel teatersmink) eller andra sammanhang där man syns inför andra människor. När andra delar av kroppen dekoreras används benämningen kroppsmålning. Mer omfattande eller permanent kroppsutsmyckning kan kallas body art, tatuering och piercing.
Smink används i princip alltid då människor uppträder inför andra, exempelvis på teater, film och TV. Även håret "sminkas" genom att det färgas på olika sätt och sätts upp i olika frisyrer. I dessa fall används även sminket för att ändra utseendet drastiskt, till exempel för att skapa ärr, skador eller för skådespelaren att se äldre eller yngre ut.
I alla tider har människor målat sig på olika sätt, dock i olika syften. I urfolksstammar målade sig män traditionellt hela kroppen med ockra, medan i den nutida västvärlden används färger sparsamt, mest i syftet att försköna befintliga ansiktsdrag på ett naturligt sätt. Dagens sminkprodukter är betydligt mer förfinade, finns i fler beredningsformer och allt eftersom modet har ändrat sig behöver man idag mycket god precision om man ska följa den nutida traditionella sminkningstekniken.

## Historia
Bruket av smink har växlat inte bara mellan könen utan också mellan klasser, länder, sminksorter och färger. De första som bemålade sig var antagligen män, i den mån det var män som jagade och bekrigade främmande grupper. I det sumeriska riket (5000 f. Kr.) och de följande babyloniska och assyriska (600 f. Kr.) sminkade sig både män och kvinnor kraftigt.
Smink har som sagt använts i tusentals år för att försköna både män och kvinnor. Det började tillverkas i större skala i forntida Assyrien och även forntida Egypten, och preparaten var förvånansvärt lika dagens produkter. De egyptiska damerna målade ringar runt ögonen med kol och hade turkos ögonskugga gjord av grön koppar och bly. Läppar och kinder färgades med rouge av pulvriserad lera. Handflator och fotsulor färgades rosa med hjälp av henna, likaså tå och fingernaglar. Högättade män och kvinnor gned in sina kroppar med kryddiga och väldoftande oljor.
På denna tid rakade män sina huvuden och bar i stället konstnärligt klippta och ornamenterade peruker. Vid utgrävningar av gamla egyptiska gravar har man funnit diverse spår av deras kultur. Såsom fint arbetade krukor för kosmetika, en del med spår av salvor kvar. Små skedar, paletter, skålar och mortelstötar som har använts för att mäta, blanda och mala sminket. Man har dessutom hittat ornamenterade behållare (vackert utsmyckade askar) för kolstift och ögonskuggor, parfymburkar med juveler samt metallspeglar och hårredskap såsom kammar och locktänger. 
I antikens Rom användes ofta starka blekmedel och hårfärger så rigoröst att följden ofta blev skallighet. Det var även populärt att använda ett blyvitt puder som applicerades i ett tjockt lager i ansiktet, på halsen, axlar, armar och barmen.
Kroppsmålning har under hela människans livstid varit en del av männens liv. Vid krigföring har soldater alltid målat sig. Ena gången kan det vara för att inte synas - kamouflage och andra gånger kan det vara för att injaga skräck i motståndaren.

## Olika varianter av smink
Det finns många varianter av sminkprodukter på marknaden. Det är mest vanligt att kvinnor sminkar sig, men även många killar gör det också.
Det mest sålda sminket genom tiderna är mascara (som färgar och förlänger ögonfransar) och puder. Även nagellack är ett populärt exempel.

### Mascara
Mascara används för att förlänga och färga ögonfransar och göra dem fylligare. Den första mascaran kom ut på marknaden 1913 och har sedan dess varit en självklarhet bland många kvinnor.

### Kajal/eyeliner
Kajal och eyeliner är pennor i olika färger som målas runt ögat för att framkalla en mer intensiv blick genom att, beroende på hur man applicerar den, göra ögat smalare eller rundare. Det kan vara vanlig mjuk krita eller i flytande form.

### Foundation
Foundation eller underlagskräm finns som flytande, kräm eller puder. Den är hudfärgad suspension som appliceras i ansiktet för att jämna ut hudtonen och dölja ev. skavanker.

### Ögonskugga
Ögonskuggor i olika färger appliceras på ögonlocken för att ge en illusion av större ögon. Ofta framhäver man sin egen ögonfärg med skuggan genom att välja en helt annan färg och inte tvärtom. Framstående make-upartister framhåller ofta hur blå ögon bör markeras med brun skugga och vice versa, och gröna ögon framhävs med en lila skugga. 

### Läppstift
Läppstift är en hylsa med smink som används för att färga läpparna. Läppstift förekommer i hundratals nyanser i till exempel rött, rosa, beige, brunt och brunlila. Det finns olika varianter av läppstift, matta läppstift och fuktgivande.

### Puder
Ett puder är ett slags hudfärgat eller vitt pulver som sveps över ansiktet för att matta ned huden (göra den mindre glansig). Det kan också användas för att jämna ut hudtonen precis som en foundation, men för detta krävs ett väldigt kompakt och kraftigt "foundation-puder". Puder finns i både lös form och som pressat till kakor.
Puder gör att huden blir mindre glansig samt täcker väldigt bra på röda märken, finnar, porer och mörka ringar under ögonen. Puder finns i olika nyanser ljus, medium, mörk och dark.

### Rouge
Rouge är ett rosa eller brunt puder som lätt färgsätter kinderna (ger ett hälsosamt intryck) och används för att skulptera ansiktsformen.

## Kosmetiktillverkare
L'Oréal, Maybelline, Isadora, Nivea, Lumene och MaxFactor är exempel på tillverkare av sminkprodukter i budgetklass. 
Dyrare tillverkare är Lancôme, Clinique, MAC och Kanebo. Modehusen Chanel, Yves Saint Laurent, Armani och Dior tillverkar exklusiv kosmetika.

## Produktkontroll
Kosmetiska och hygieniska produkter (KoH) avser ämnen eller beredningar som är avsedda att appliceras på människokroppens yttre delar eller på tänder och slemhinnor i munhålan. Det uteslutande eller huvudsakliga syftet skall vara att rengöra eller parfymera, förändra och förbättra utseende, korrigera kroppslukt, skydda hud, slemhinnor och tänder eller att bibehålla dem i gott skick. Exempel på kosmetiska och hygieniska produkter är hårvårdsprodukter, hudkrämer, munvårdsprodukter, makeup och solskyddsmedel.
Kosmetiska och hygieniska produkter får inte vara förknippade med hälsorisker vid avsedd användning. Det yttersta ansvaret för att produkterna inte skadar användaren ligger på tillverkaren eller importören. Det finns också restriktioner för vissa ämnen och bestämmelser rörande märkning för dessa produkter.
Läkemedelsverket är tillsynsmyndighet för kosmetiska och hygieniska produkter. Det finns ett register på Läkemedelsverket över alla produkter som säljs eller används yrkesmässigt på den svenska marknaden. Anmälan till registret skall göras av tillverkaren eller importören.
Kosmetiska och hygieniska produkter avsedda för djur är kemiska produkter. Kemikalieinspektionen är tillsynsmyndighet.